# Rue Gabriel-Laumain
La rue Gabriel-Laumain est une voie du 10e arrondissement de Paris, en France.

## Situation et accès
La rue Gabriel-Laumain est une voie publique située dans le 10e arrondissement de Paris. Elle débute au 27-31, rue d'Hauteville et se termine au 36, rue du Faubourg-Poissonnière auquel elle accède par un passage sous un immeuble. Cette voie présente aussi la particularité d'avoir la chaussée élargie en forme de cercle en son milieu, constituant ainsi une espèce de placette.
Le quartier est desservi par les lignes 8 et 9 à la station Grands Boulevards et par la ligne 7 à la station Cadet.

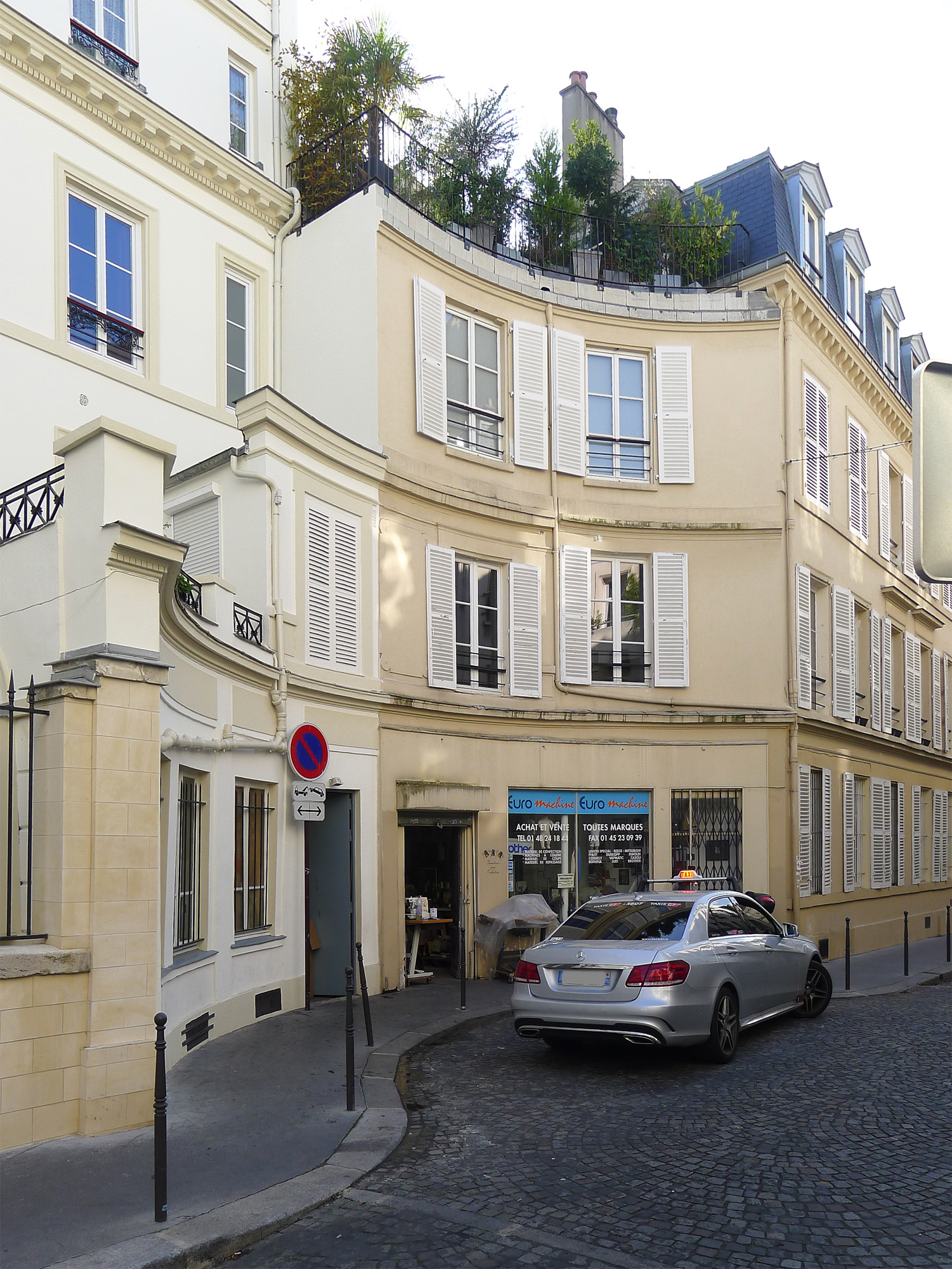
La placette…
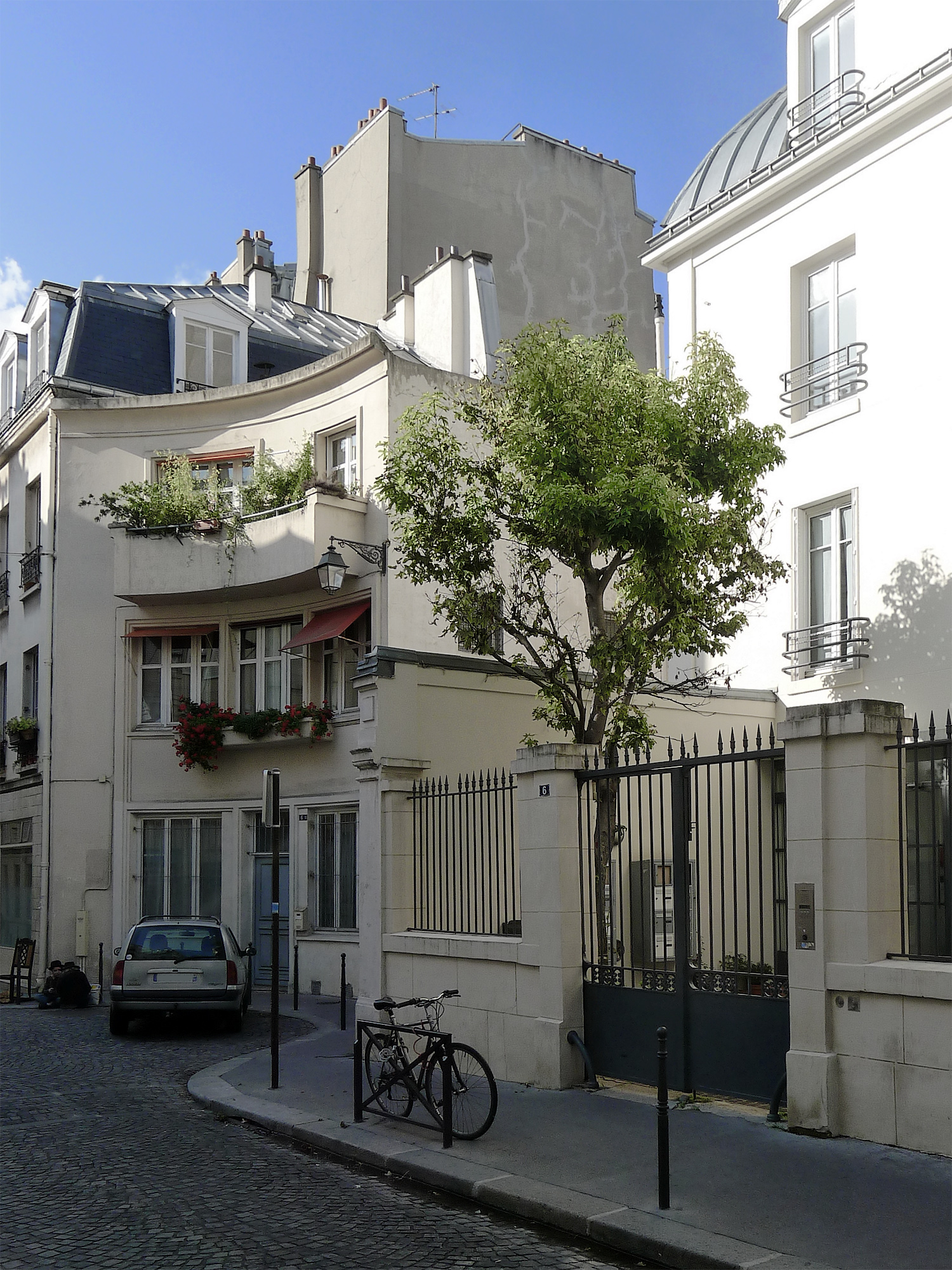
… centrale.
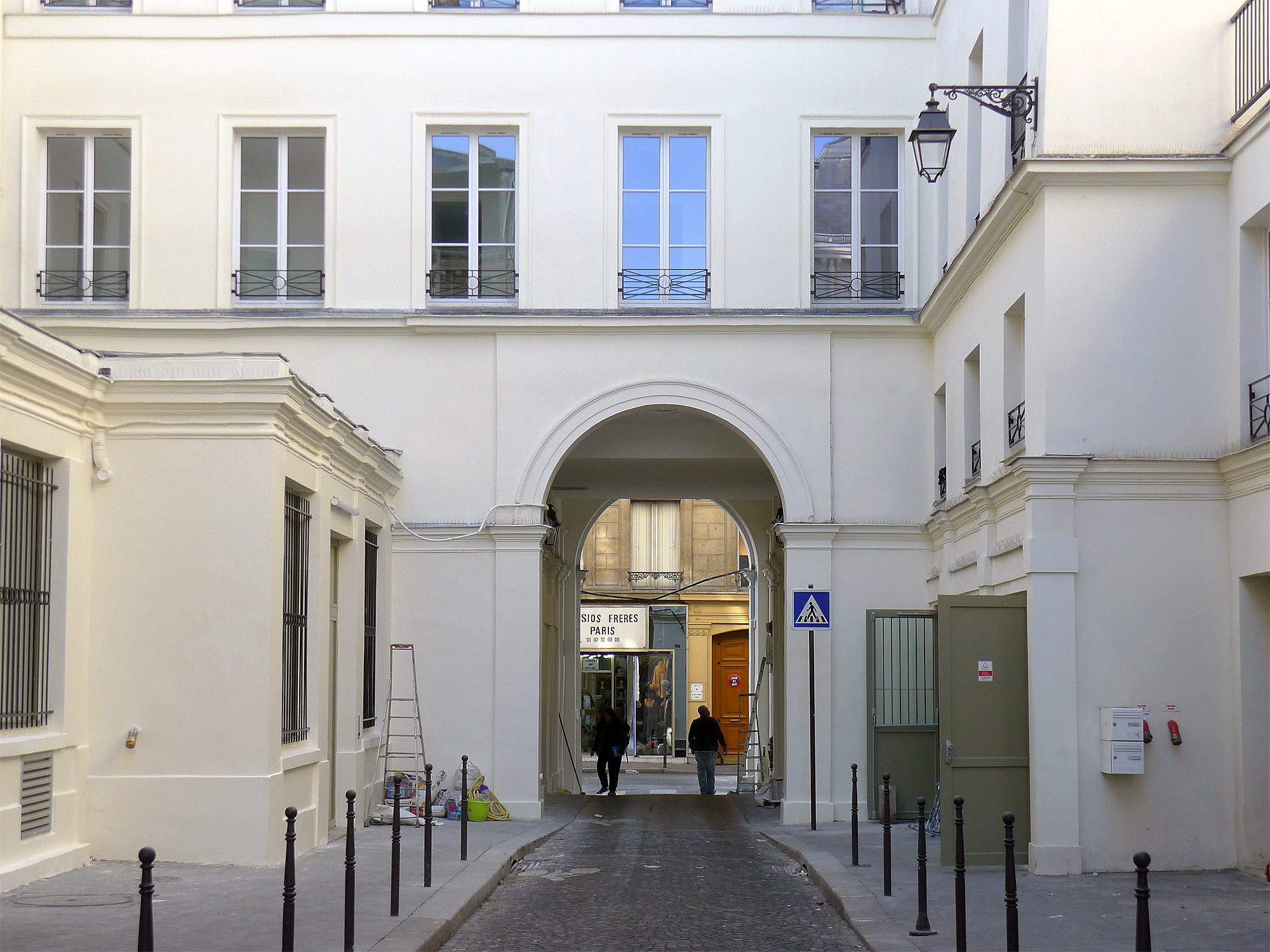
Portique d'accès à la rue du Faubourg-Poissonnière.

## Origine du nom
Elle porte le nom du syndicaliste des PTT et résistant, Gabriel Laumain (1907-1942), fusillé par les Allemands au mont Valérien.

## Histoire
Le percement de cette voie, commencé en 1820 à l'emplacement d'un ancien hôtel particulier, l'hôtel Tabarly acquis par Léonard Violet, fondateur du village de Grenelle s'est achevé en 1824. Léonard Violet fait construire dix maisons dans cette rue qui prend le nom de « passage Violet » et un immeuble au 36 rue du Faubourg-Poissonnière. Classée dans la voirie de Paris par arrêté du 27 janvier 1936, elle prend sa dénomination actuelle par arrêté du 8 juin 1946.